# Янг, Эдриан (игрок в американский футбол)
Мэттью Эдриан Янг—младший (англ. Matthew Adrian Young Jr.; 31 января 1946, Дублин) — профессиональный американский футболист ирландского происхождения, лайнбекер. Играл в НФЛ с 1968 по 1973 год, также выступал в Мировой футбольной лиге. На студенческом уровне играл за команду Южно-Калифорнийского университета. Победитель национального чемпионата в сезоне 1967 года. На драфте НФЛ 1968 года был выбран в третьем раунде.

## Биография
Эдриан Янг родился 31 января 1946 года в Дублине. Вырос в районе Альберт-Корт в восточной части города, считавшемся неблагополучным. Подростком играл в хёрлинг и футбол, занимался лёгкой атлетикой. В середине 1950-х годов следом за отцом Янг эмигрировал в США, где семья осела в Ла-Пуэнте в Калифорнии. Он окончил старшую школу Бишоп Амат Мемориал, там же начал играть в американский футбол. Несмотря на небольшой вес, после выпуска Янг получил спортивную стипендию в Южно-Калифорнийском университете.
В составе университетской команды Янг провёл три сезона с 1965 по 1967 год, дважды принимал участие в Роуз Боуле. В последнем из них он был выбран одним из капитанов и стал победителем национального чемпионата. В матче против Нотр-Дама 14 октября 1967 года он сделал четыре перехвата, установив рекорд конференции. По итогам сезона Янг стал обладателем приза Дэвиса—Тешке самому вдохновляющему игроку команды.
На драфте НФЛ 1968 года Янг был выбран «Филадельфией» в третьем раунде под общим 68 номером. В течение четырёх с половиной лет он был одним из стартовых лайнбекеров команды, а затем выступал за «Детройт Лайонс» и «Чикаго Беарс». За проведённые в НФЛ шесть сезонов он сыграл в 52 матчах регулярного чемпионата, 24 из них провёл в стартовом составе. В 1974 и 1975 годах Янг играл в Мировой футбольной лиге за команду «Гавайанс».
После окончания спортивной карьеры Янг вернулся в Калифорнию, где занимался продажей недвижимости. В 2012 году он был избран в Зал спортивной славы Южно-Калифорнийского университета.